# 舒米利夫
48°28′33″N 29°40′44″E / 48.47583°N 29.67889°E
舒米利夫（烏克蘭語：Шумилів），是烏克蘭的村落，位於該國西南部文尼察州，由海辛區負責管轄，始建於1600年，面積16.8平方公里，海拔高度159米，2001年人口700，人口密度每平方公里41.67人。